# Isekai Ryōridō
Isekai Ryōridō (異世界料理道?), conocida como Cooking with Wild Game, es una serie de novelas ligeras japonesas escritas por EDA e ilustradas por Kochimo. Comenzó a serializarse en línea en 2014 en el sitio web de publicación de novelas generado por el usuario Shōsetsuka ni Narō. Fue adquirida por Hobby Japan, que publicó el primer volumen de novelas ligeras en octubre de 2015 bajo su sello HJ Novels. Una adaptación a manga con arte de Kochimo se ha serializado en línea a través del sitio web Comic Fire de Hobby Japan desde 2018.

## Trama
Asuta Tsurumi es un adolescente japonés que dirige un restaurante con su padre. Cuando estalla un incendio en el restaurante, Asuta ingresa al edificio en llamas para recuperar el cuchillo de cocina de su padre, y se encuentra en otro mundo con nada más que la ropa que lleva puesta y el cuchillo de su padre. Se encuentra con Ai Fa, una mujer que es miembro de un grupo de personas que viven al borde de un bosque, y le enseña a la comunidad sobre el valor de la comida bien cocinada usando un animal parecido a un jabalí conocido como giba.

## Contenido de la obra

### Novelas ligeras
La serie de novelas ligeras fue publicada originalmente por EDA como una novela web de lectura gratuita en Shōsetsuka ni Narō en 2018. Hobby Japan publicó el primer volumen impreso con ilustraciones de Kochimo en octubre de 2015. Al 19 de agosto de 2022 se han publicado veintiocho volúmenes. La novela ligera está licenciada en Norteamérica por J-Novel Club. A junio de 2022, se han publicado diecisiete volúmenes en inglés.

### Manga
La serie fue adaptada a una serie de manga por Kochimo y publicada por Hobby Japan, con seis volúmenes lanzados al 2 de agosto de 2021. El manga también está licenciado por J-Novel Club. A enero de 2022, se han publicado seis volúmenes en inglés.

## Recepción
Rebecca Silverman de Anime News Network le dio al primer volumen una calificación de B−, elogiando su manejo de las diferencias culturales y la calidad de la traducción al inglés. Ella escribió: "Isekai Ryōridō no es el libro más emocionante, pero tal vez se está preparando para pasar más tiempo en cosas que no son cantidades excesivas de preparación para el juego... Si te gustan las historias de cocina, esta es una interesante, incluso si todavía tiene que lograr un equilibrio perfecto de los elementos de su historia."